# Bolesław Gawiński
Bolesław Mieczysław Gawiński (ur. 1868, zm. 26 marca 1928 w Sanoku) – polski doktor praw, sędzia.

## Życiorys

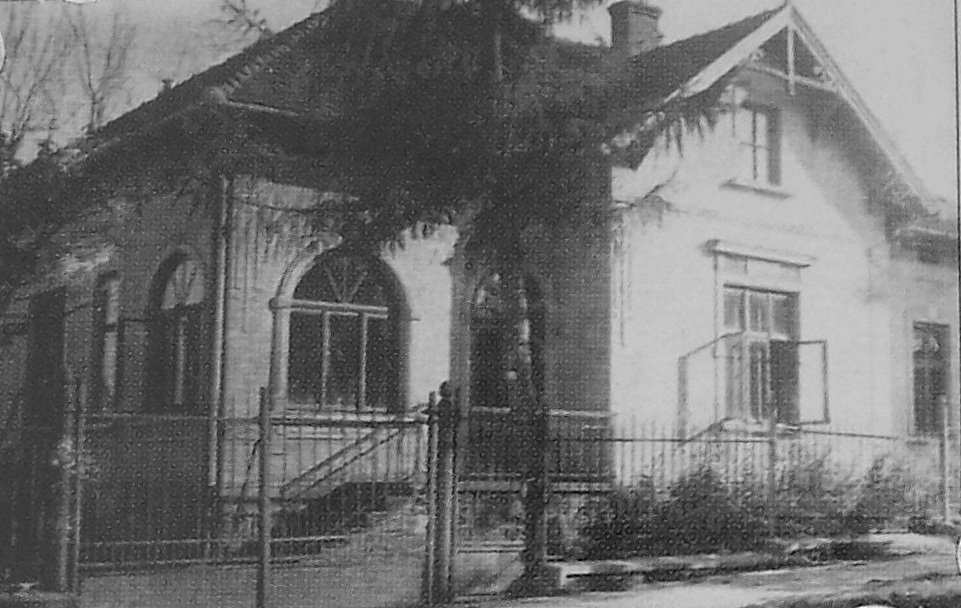
Dom przy ul. Bartosza Głowackiego 19 w Sanoku

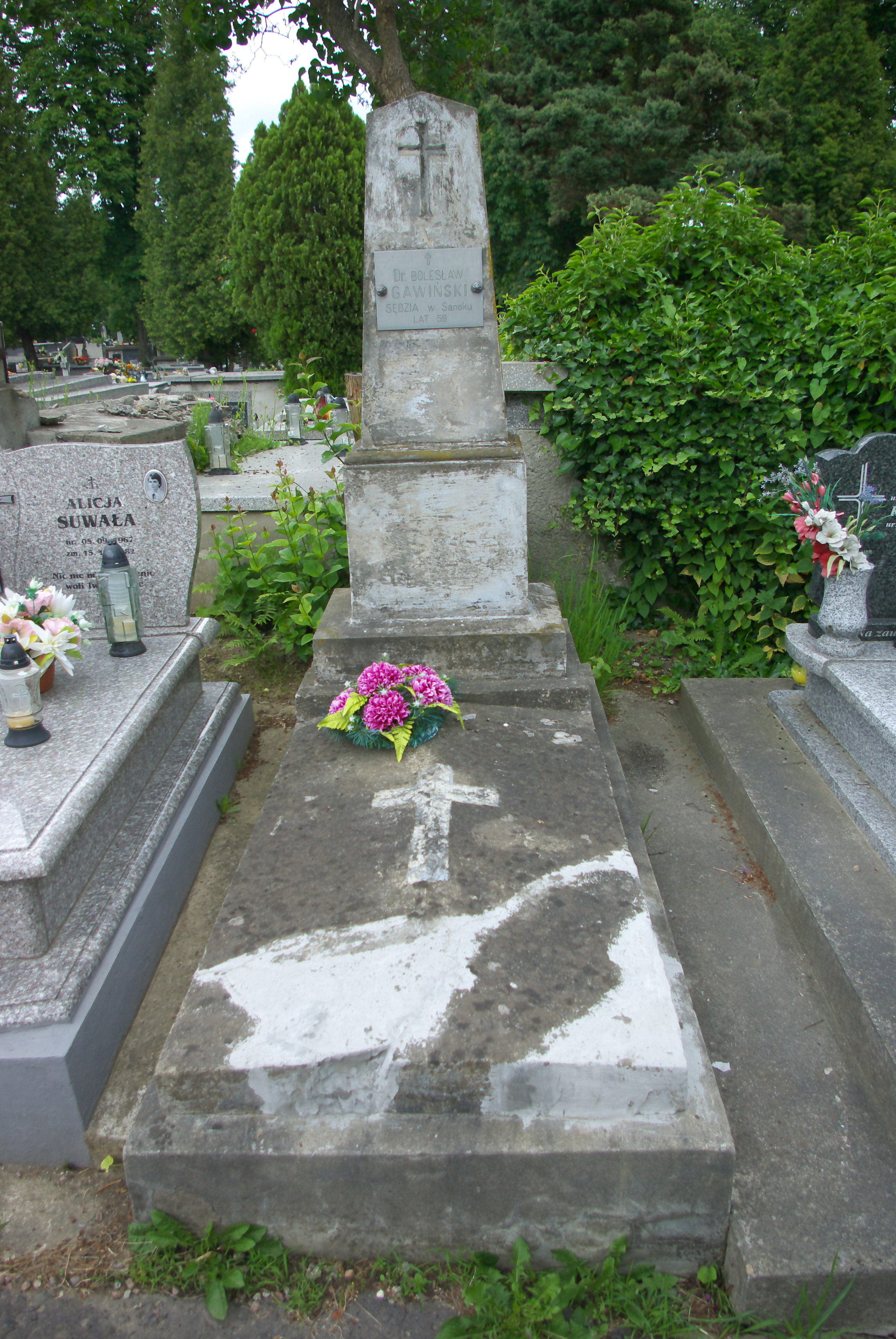
Nagrobek Bolesława Gawińskiego

Bolesław Mieczysław Gawiński urodził się w 1868. Pochodził ze Słabca na obszarze Królestwa Polskiego. Podjął studia prawnicze na Wydziale Prawa Uniwersytetu Jagiellońskiego. Podczas studiów został członkiem założonej w czerwcu 1890 w Tarnowie tajnej organizacji szkolno-akademickiej pod nazwą Liga Narodowa (wraz z nim m.in. Stanisław Augustyński, Wacław Borzemski, Jan Stapiński), za co był objęty śledztwem władz austriackich i był zagrożony aresztowaniem. Po uwięzieniu Stapińskiego, mając 21 lat był objęty aktem oskarżenia z 24 czerwca 1891 przed trybunałem orzekającym we Lwowie w sprawie o przynależność do Ligi Narodowej (zarzucono mu pełnienie funkcji naczelnika Stapińskiego oraz kasjera związku), czemu Gawiński wraz z towarzyszami zaprzeczył. W połowie 1895 uzyskał stopień doktora praw na Wydziale Prawa Uniwersytetu Jagiellońskiego. 
Był praktykantem sądowym, po czym decyzją C. K. Wyższego Sądu Krajowego we Lwowie na początku stycznia 1896 został mianowany auskultantem sądowym w C. K. Sądzie Krajowym we Lwowie. Od około 1898 był adjunktem w C. K. Sądzie Powiatowym w Rawie. Jako adjunkt sądowy na początku sierpnia 1899 został przeniesiony do C. K. Sądu Powiatowego w Baligrodzie, gdzie pracował w kolejnych latach. We wrześniu 1902 został przeniesiony z Baligrodu i mianowany na stanowisko sekretarza C. K. Sądu Powiatowego w Podwołoczyskach. Następnie został przeniesiony ponownie do C. K. Sądu Powiatowego w Baligrodzie, gdzie pracował jako najwyższy urzędnik: od około 1903 w randze radcy, od około 1904 jako sędzia, od około 1909 jako radca sądu krajowego, a od około 1910 figurował także jako naczelnik. Następnie został przeniesiony do C. K. Sądu Obwodowego w Sanoku, gdzie od około 1911 był radcą, od około 1912 radcą sądu krajowego, również podczas I wojny światowej do 1918. W 1913 został wybrany zastępcą przewodniczącego sądu przysięgłych. Podczas I wojny po 1915 w gronie sędziów galicyjskich został powołany do składu sądu apelacyjnego w Lublinie. Był wykładowcą prawa cywilnego i handlowego na zakończonym 12 sierpnia 1917 I-ym kursie nauk administracyjno-społecznych dla urzędników przyszłej administracji polskiej. 
Po odzyskaniu przez Polskę niepodległości wstąpił do służby sądowniczej II Rzeczypospolitej. Postanowieniem Naczelnika Państwa z 30 sierpnia 1919 został mianowany wiceprezesem Sądu Okręgowego w Sanoku i sprawował to stanowisko w latach 20. do śmierci.
Prywatnie pasjonował się pszczelarstwem, w 1912 obok Ludwika Sikory prowadził wykłady i ćwiczenia praktyczne w tym zakresie podczas kursu ogrodniczo-pszczelniczego dla więźniów sanockiego więzienia. Był przewodniczącym wydziału Towarzystwa Ogrodniczo-Pszczelniczego w Sanoku. 17 maja 1911 został wybrany zastępcą przewodniczącego sanockiego oddziału towarzystwa „Eleutria”, propagującego wstrzemięźliwość od napojów alkoholowych. Na przełomie lipca i sierpnia 1911 został sekretarzem rady nadzorczej Domu Handlowo-Przemysłowego w Sanoku. Był członkiem sanockiego gniazda Polskiego Towarzystwa Gimnastycznego „Sokół” (1912), w którym w 1913 zasiadł w sądzie honorowym. Pod koniec 1912 został wybrany członkiem wydziału „Towarzystwa Bursy”, sprawującego pieczę nad Bursą Jubileuszową im. Cesarza Franciszka Józefa w Sanoku. Został członkiem wydziału (zarządu) zawiązanego 22 maja 1919 Koła Przyjaciół Harcerstwa w Sanoku. Był jednym z zastępców dyrektora Kasy Oszczędności miasta Sanoka (1927).
Jego żoną była Zofia z domu Kosińska (ur. 1871). Ich dziećmi byli Marianna Stanisława (ur. 1899, nauczycielka szkół średnich, zamężna i osiadła w Szwajcarii), Władysław Stanisław (ur. 1901, inżynier leśnictwa wzgl. rolnictwa, żonaty z Nadzieją Kott), Stanisław Mieczysław (1904-2000, drużynowy harcerski w Sanoku, lekarz ze stopniem doktora, major Wojska Polskiego, osiadły w Toruniu). Po przenosinach do Sanoka około 1911 Bolesław Gawiński zamieszkiwał przy ulicy Podgórze. Później rodzina Gawińskich zamieszkiwała w Sanoku w domu przy ulicy Bartosza Głowackiego pod numerem 146, po zmianie numeracji 19. W latach 30. dom nabył i zamieszkał z rodziną lekarz weterynarii i oficer por. dr Ludwik Hellebrand.
Bolesław Gawiński zmarł 26 marca 1928 w Sanoku w wieku 59 lat. Został pochowany na  cmentarzu przy ul. Rymanowskiej w Sanoku.

## Odznaczenia
austro-węgierskie
- Krzyż Kawalerski Orderu Franciszka Józefa (1915)[57].
- Medal Jubileuszowy Pamiątkowy dla Cywilnych Funkcjonariuszów Państwowych (przed 1912)[14].
- Krzyż Jubileuszowy dla Cywilnych Funkcjonariuszów Państwowych (przed 1912)[14].